# Acanthoceto riogrande
Acanthoceto riogrande là một loài nhện trong họ Anyphaenidae.
Loài này thuộc chi Acanthoceto. Acanthoceto riogrande được M. J. Ramírez miêu tả năm 1997.